# لوئیس فریره
پدرو مارتینز (زاده ۳ نوامبر ۱۹۸۵) سرمربی کنونی فوتبال اهل پرتغال است. او هم‌اکنون هدایت باشگاه فوتبال ویتوریا گیماریش را بر عهده دارد.
او سابقه هدایت باشگاه فوتبال ریو آوه را دارد.

## افتخارات

### به عنوان سرمربی
مافرا
- لیگ دسته چهارم فوتبال پرتغال(۱): ۱۸–۲۰۱۷

ناسیونال
- لیگ دسته اول فوتبال پرتغال(۱): ۲۰–۲۰۱۹

ریو آوه
- لیگ دسته اول فوتبال پرتغال(۱): ۲۲–۲۰۲۱